# 马尔蒂尼亚诺 (莱切省)
马尔蒂尼亚诺（義大利語：Martignano），是意大利莱切省的一个市镇。总面积6平方公里，人口1775人，人口密度295.8人/平方公里（2009年）。ISTAT代码为075041。